# Putrihove klavže
Putrihove klavže so kamnite zidane klavže (pregrada z zapornicami) z nadstreškom na potoku Belca v Idrijskem hribovju, nekaj kilometrov oddaljene od naselja Idrijska Bela in 14 km od Idrije. Dograjene so bile leta 1779 kot nadomestilo za lesene pregrade na tem mestu po načrtih Jožefa Mraka, ki je pri gradnji uporabil malto z dodatkom glinenca, da je pregrada bolje kljubovala pritiskom in vremenskim razmeram. Višina pregrade je 7,2 metra, debelina 8,5 metra in dolžina krone 44 metrov.
Kot ostale klavže so bile namenjene splavljanju lesa za potrebe rudnika živega srebra v Idriji. Zaprta zajezitev je zadržala okrog 20.000 m³ vode, ki je ob odprtju zapornic odplaknila skladovnico debel, zloženih pod njo, po Belci navzdol proti Idriji, kjer so jih ujeli z »grabljami« na sotočju Idrijce in Nikove. Putrihove klavže so bile zgrajene za dopolnitev vloge Brusovih klavž približno 2 km dolvodno; v času svojega delovanja so bile samostojno uporabljene za splavitev zgolj nekaj tisoč kubičnih metrov lesa.
Sistem klavž je bil v uporabi do leta 1926, ko je poplava močno poškodovala grablje na Idrijci in ga je nadomestil cestni prevoz lesa. Zaradi unikatnosti, estetike gradnje in velikosti veljajo za ene najpomembnejših objektov slovenske tehniške dediščine. Putrihove klavže so bile v začetku devetdesetih let 20. stoletja temeljito sanirane in obnovljene pod okriljem Mestnega muzeja Idrija. Leta 2008 so bile razglašene za kulturni spomenik državnega pomena, širše območje pa je zavarovano tudi v sklopu Krajinskega parka Zgornja Idrijca. V sklopu idrijskega rudišča živega srebra so uvrščene tudi med Unescovo svetovno kulturno dediščino.